# Heidi Schüller

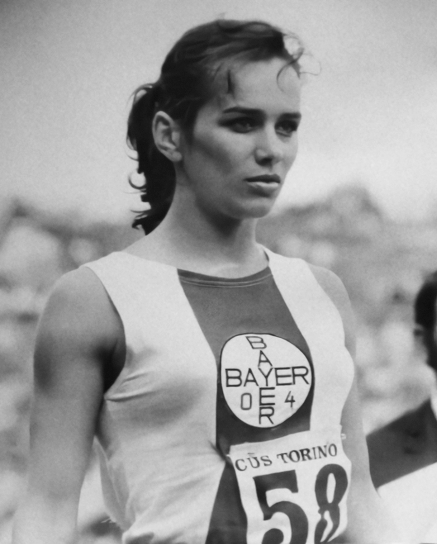
Heidi Schüller 1972 in Torino

Heidi Schüller (verheiratete de Bucourt-Braun; * 15. Juni 1950 in Passau) ist eine ehemalige deutsche Leichtathletin, Fernsehmoderatorin und Ärztin.

## Leben und beruflicher Werdegang
Zeitweise war Schüller Rekordhalterin und Deutsche Meisterin im 100-Meter-Hürdenlauf. Im Jahr 1972 sprach sie – als erste Frau überhaupt – den olympischen Eid bei den Olympischen Spielen in München. Im Weitsprung wurde sie Fünfte, bezwungen unter anderem von der späteren Siegerin Heide Rosendahl.
Nach den Spielen beendete sie ihre Sportkarriere und wurde Fachärztin für Anästhesie und Oberärztin an der Universitätsklinik in Köln. Des Weiteren wirkte sie als Fernsehmoderatorin für 3 nach 9, Talk im Turm (Sat.1), Club 2 (ORF), Themenabende (ARTE) und schrieb vielbeachtete und diskutierte Bücher über den Generationenkonflikt.
1994 gehörte sie als parteilose Gesundheitsexpertin dem SPD-Schattenkabinett von Rudolf Scharping an.

## Werke
- Die Gesundmacher. Rowohlt, Reinbek 1995, ISBN 3-499-19770-7.
- Die Alterslüge. Für einen neuen Generationenvertrag. Rowohlt, Reinbek 1996, ISBN 3-499-60129-X.
- Wir Zukunftsdiebe: wie wir die Chancen unserer Kinder verspielen. Rowohlt, Reinbek 1997, ISBN 3-87134-279-3.
- Wie wir die Zukunft unserer Kinder verspielen. Rowohlt, Reinbek 1998, ISBN 3-499-60709-3.